# Liste der Monuments historiques in Saint-Méloir-des-Ondes
Die Liste der Monuments historiques in Saint-Méloir-des-Ondes führt die Monuments historiques in der französischen Gemeinde Saint-Méloir-des-Ondes auf.

## Liste der Bauwerke
| Bezeichnung                     | Beschreibung                                               | Standort | Kennzeichnung | Schutzstatus | Datum | Bild           |
| ------------------------------- | ---------------------------------------------------------- | -------- | ------------- | ------------ | ----- | -------------- |
| Malouinière du Demaine          | Landhaus, erbaut in der ersten Hälfte des 18. Jahrhunderts | (Lage)   | PA00125346    | Inscrit      | 1993  | weitere Bilder |
| Malouinière Le Grand Val Ernoul | Schloss, erbaut in der ersten Hälfte des 18. Jahrhunderts  | (Lage)   | PA35000050    | Inscrit      | 2013  |                |
| Château de Vaulérault           | Schloss, erbaut in der ersten Hälfte des 18. Jahrhunderts  | (Lage)   | PA00090877    | Inscrit      | 1993  | weitere Bilder |

## Liste der Objekte
- Monuments historiques (Objekte) in Saint-Méloir-des-Ondes in der Base Palissy des französischen Kultusministeriums